# CMSimple LE
CMSimple Classic är ett enkelt Content Management System för uppdateringar av internetsidor för företag och privat bruk. Det är Open Source licensierad under GPL
Systemet är baserat på programmeringsspråket PHP.
CMSimple är enkelt att installera, och det är smidigt att ändra layout och inställningar. Hela innehållet av hemsidan sparas i en enkel HTML-fil och det behövs ingen databas på servern. Om  man föredrar, så kan hela innehållet av hemsidan redigeras på en gång i en vanlig HTML-editor. Systemet rekommenderas inte till hemsidor med text över 2 MB - som motsvarar cirka 1.000 sidor à 2 kb (cirka 2.000 tecken per sida).